# Fórum pro Jednotnou Abcházii
Fórum pro Jednotnou Abcházii je politická strana v Abcházii. Je to jedna z největších stran a od svého založení je v opozici. Vede ji bývalý premiér, viceprezident a kandidát na prezidenta Raul Chadžimba.

## Historie
Fórum pro Jednotnou Abcházii vzniklo 8. února 2005 sjednocením 12 různých politických stran, občanských hnutí, sociálně politických hnutí a mládežnických organizací. Poprvé se sjednotili v roce 2004 kdy podpořili kandidaturu na prezidenta Raula Chadžimby. I přesto, že volby prohrál získal podstatnou úlohu díky pozici viceprezidenta, kterou si vyjednal při povolební krizi.
Do prezidentských voleb chtěla strana navrhnout dvojici Raul Chadžimba a Zaur Ardzinba, ale ti se nemohli dohodnout, který z nich by měl být prezident a který viceprezident. Nakonec kandidovali odděleně a nevyhrál ani jeden.
Do posledních voleb do lidového shromáždění postavili 11 kandidátů z nichž 6 postoupilo do druhého kola a 4 vyhráli.

## Vedení
Fórum vede 12členná rada v čele s místopředsedou (počet místopředsedů kolísá mezi jedním a dvěma), později byla zřízena pozice zástupce předsedy, kteří byli původně 4, ale v roce 2010 byl jejich počet snížen na 2.